# T2 Medium Tank
T2 Medium Tank – amerykański prototypowy czołg średni opracowany na początku lat 30. XX wieku, wzorowany na brytyjskim czołgu Vickers Medium Tank Mark II.
Projekt pojazdu stanowił rozwinięcie konstrukcji czołgu T1. Zaprezentowany w 1930 roku T2 od poprzednika różnił się m.in. znacznie mniejszą masą, wynoszącą ok. 14 t, co stanowiło odpowiedź na wymagania postawione przez amerykański Departament Wojny, według których masa czołgu nie powinna przekraczać 15 t (T1 ważył ok. 20 t). Uzbrojenie czołgu stanowiła armata kalibru 47 mm i karabin maszynowy M2 kalibru 12,7 mm umieszczone w wieży oraz karabin maszynowy M1919 kalibru 7,62 mm umieszczone w kadłubie. Początkowo T2 posiadał dodatkową armatę kalibru 37 mm umieszczoną w kadłubie, jednak zrezygnowano z niej w 1931 roku. 
Czołg nie trafił do produkcji seryjnej. Zbudowano tylko jeden jego egzemplarz.